# Ectot-lès-Baons

Ectot-lès-Baons este o comună în departamentul Seine-Maritime, Franța. În 1 ianuarie 2022 avea o populație de 398 de locuitori.